# Maestro (musikalbum)
Maestro är det tredje albumet av det norska rockbandet Kaizers Orchestra. Den släpptes 15 augusti 2005 i stora delar av Europa av Universal i Tyskland.
Albumet debuterade på förstaplats på den norska albumlistan Topp 40. Tre av sångerna på skivan finns även som video: Maestro, Knekker Deg til Sist och live-version av Blitzregn Baby ifrån konserten i Vega, Köpenhamn. 
Skivan har också släppts som Limited edition, som innehåller en bonus-cd med tidigare osläppt material och videor.

## Låtlista
1. KGB (4:13)
2. Maestro (4:40)
3. Knekker deg til Sist (3:43)
4. Señor Flamingos Adieu (0:45)
5. Blitzregn Baby (3:01)
6. Dieter Meyers Inst. (5:34)
7. Christiania (3:45)
8. Delikatessen (3:07)
9. Jævel av en Tango (4:00)
10. Papa har Lov (3:38)
11. Auksjon (i Dieter Meyers Hall) (4:19)
12. På Ditt Skift (4:35)